# 高耀森
高耀森，MH是香港一位私人執業醫生，他在SARS爆發期間，關閉了自己的診所，到瑪嘉烈醫院擔當義務的醫務工作，幫助診治該院受感染的兒童病人，獲特區政府頒授榮譽勳章。2003年，香港電台與明報合辦的「抗 SARS 傑出獎」選舉，高醫生在醫護科技組勝出。
他在1980年代在港大醫學院任教，在瑪麗醫院診治因輸血而感染愛滋病的兒童，當他離開教職成立個人診所之後，仍然繼續協助這些病人。